# Zeïne
Zeïne is een plantaardig proteïne (een prolamine) dat voorkomt in maïs. Het kan uit maïsmeel verkregen worden door extractie met een sterke alcoholoplossing (bijvoorbeeld 85% isopropanol in water), gevolgd door verdere zuivering. Zuiver zeïne, een wit, reukloos en smaakloos poeder, is eetbaar. Het is niet oplosbaar in water, maar wel in binaire mengsels van water met alifatische alcoholen zoals methanol, ethanol, isopropanol of iso-butanol. Zeïne is wel hygroscopisch, en de eigenschappen van zeïne veranderen naargelang de luchtvochtigheid (water is een weekmaker van zeïne).
Het werd voor het eerst geïsoleerd in 1821 door J. Gorham van de Harvard University in Cambridge, Massachusetts, die er de naam zeïne aan gaf. Hij verkreeg een gele, weke massa die hij vergeleek met bijenwas.
Zeïne heeft als natuurlijk polymeer een groot aantal potentiële toepassingen; maar het heeft ook twee nadelen, m.n. een hoge kostprijs en de gevoeligheid voor vocht. De eerste commerciële toepassing ervan was in kleefstoffen. In de jaren 1930-40 werd er veel onderzoek gedaan naar toepassingen van zeïne, en in 1938 startte in de Verenigde Staten een fabriek op voor de industriële productie van zeïne. Tijdens de Tweede Wereldoorlog werd zeïne gebruikt als vervangmiddel voor het schaarse schellak in lakken, vernissen en andere coatings, onder meer voor slijtvaste vloerbekledingslagen in de machinekamers van stoomschepen. Omwille van de gevoeligheid voor water werd zeïne zelden alleen aangewend, maar wel gemengd met andere harsen. Zeïne werd ook gebruikt in coatings van karton, papier, en fotografische film; in inkt, en als vezels in textiel (Vicara was een handelsnaam voor zeïne-textielvezels die tussen 1948 en 1957 geproduceerd werden door de Virginia-Carolina Chemical Corporation in Taftville, Connecticut). Zeïne werd ook een tijdje gepromoot als vetvervanger in voedingswaren zoals mayonaise of ijscrème (merknaam Lita van Opta Food Ingredients, nu niet meer op de markt).
Door de komst van synthetische polymeren die goedkoper waren en betere eigenschappen hadden dan zeïne, verdwenen veel van deze toepassingen. Momenteel wordt zeïne vooral gebruikt in "eetbare coatings" van (luchtdicht verpakte) farmaceutische tabletten, vitaminetabletten, fruit (om de houdbaarheid te verbeteren) e.d. Ook sommige shampoos bevatten zeïne. Het onderzoek naar toepassingen van zeïne gaat echter voort; bijvoorbeeld naar de mogelijkheid van kauwgom op basis van zeïne. Een coating van zeïne en nisine op kant-en-klaarmaaltijden van kipproducten zou de groei van de Listeria-bacterie remmen gedurende 24 dagen.